# De Grote Geus

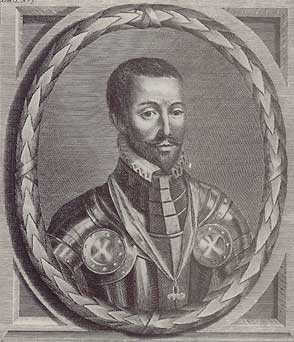
De Grote Geus, Hendrik van Brederode (1531-1568)

De Grote Geus is een historische roman, geschreven door Johan Fabricius in 1949. De Grote Geus is de bijnaam van Hendrik van Brederode (1531-1568). Het verhaal gaat over de Grote Geus en zijn secretaris Floor den Duyf.
De roman De Grote Geus vertelt over de periode april 1562 tot februari 1568. Floor den Duyf is de zoon van Lodewijk den Duyf, lakenkoopman te Gent. Hij heeft in Leuven gestudeerd en reist in opdracht van zijn vader naar Valenciennes. Daar maakt hij mee, dat op 27 april de protestantse predikers Faveau en Mallart door het volk van de brandstapel worden gered. Floor gaat naar Brussel, waar hij in herberg 'De Gulden Biekorf' Hendrick van Brederode leert kennen. Hij wordt uitgenodigd Hendricks geheimschrijver (secretaris) te worden. Brederode is een reus van een kerel ('hij mat over de zes voet'), die ervan houdt met zijn vrienden te drinken en het gezag desnoods te tarten. De roman volgt de geschiedenis en beschrijft de strijd, die Brederode voert tegen Granvelle (de 'Rode Kardinaal'), de adviseur van hertogin Margaretha van Parma (de 'Knevel'). Na diens vertrek blijft echter de geloofsvervolging van kracht en het Eedverbond der Edelen biedt de regering in Brussel onder leiding van Brederode het Smeekschrift aan om meer tolerantie te bepleiten. Berlaymont fluistert de hertogin toe, dat ze geen angst voor die bedelaars (gueux) hoeft te hebben, maar Brederode hoort wat hij zegt. 's Avonds vieren de edelen feest en komt Brederode met het idee elkaar voortaan 'Geuzen' te noemen. Vanaf dat moment is Brederode zelf de Grote Geus. Hij trekt zich terug op kasteel Batenstein in Vianen en werft troepen, omdat hij als een van de eerste edelen gewapend verzet wil bieden en geen vreedzame oplossing meer ziet voor de geloofsstrijd. Edelen verzamelen zich om hem heen 'zoals Johan van Renesse, en twee zijner broers, zoals Arend van Duvevoorde, de beide Batenburgs, Maximiliaan van Blois, Anthonie van Bombergen, Willem van Zuylen van Nijevelt, Cornelis van Ghistelles... Slechts één ontbrak er aan: Karel van Mansfelt.'
De hertogin, (half)zuster van koning Filips II wordt vervangen door de hertog van Alva, die met een leger uit Spanje komt om met harde hand in het noorden orde op zaken te stellen. Floor den Duyf haalt geld op voor het opstandelingenleger, in de Hollandse steden en in Engeland, waar veel Vlamingen heen zijn gevlucht.
De Grote Geus gaat naar Amsterdam om een strategische positie in te nemen, maar slaagt er niet in zijn eigen manschappen binnen de stad te krijgen. Hij moet op een gegeven moment vluchten, vaart naar Emden en trekt verder naar kasteel Harenburg van zijn neef Joost von Schauenburg bij Recklinghausen. Vandaaruit bezoekt hij nog de Dillenburg waar de Prins van Oranje vergadert en nieuwe aanvalsplannen maakt. De Grote Geus voelt dat hij zijn machtspositie heeft verloren en zakt op een nacht met zijn paard door het ijs, waarna hij sterft. Floor den Duyf sluit zich aan bij de Geuzen in Emden. 